# Astilbe
Astilbe, rod od 29 vrsta trajnica iz porodice kamenikovki rasprostranjen po istočnoj Aziji i Sjevernoj Americi. Narastu do 100. cm visine. Listovi su složeni, dvodjelni ili trodjelni. Cvjetovi maleni, skupljeni u velike peraste metlice. Cvatu od lipnja do kolovoza.
Rod Astilbe je  porijeklom iz istočne Azije i Sjeverne Amerike. Često se uzgajaju u vrtovima zbog svojih uspravnih, pernatih cvjetnih klasova bijele, žute, ružičaste, magenta ili ljubičaste boje, koji se uzdižu iznad nakupina lišća poput paprati od sredine do kasnog ljeta.
A. chinensis, do 60 cm (2 stope) visine, dao je nekoliko hibrida s patuljastim navikom i intenzivnijim bojama. Manji A. simplicifolia, manji od 30 cm (1 stopa), ima zvjezdaste bijele cvjetove na tankim klasovima. A. japonica i njezini hibridi čine cvjećarsku (lažnu) spireu, neke s raznobojnim listovima i većim cvjetovima, gusto zbijenim na klasovima.
Latinski naziv roda potječe od grčkih riječi a (bez) i stilbe (sjaj), zbog cvjetova ili listova koji su bez sjaja.

## Vrste
1. Astilbe × amabilis H.Hara
2. Astilbe apoensis Hallier f.
3. Astilbe biternata (Vent.) Britton
4. Astilbe chinensis (Maxim.) Franch. & Sav.
5. Astilbe crenatiloba (Britton) Small
6. Astilbe formosa (Nakai) Nakai
7. Astilbe glaberrima Nakai
8. Astilbe grandis Stapf ex E.H.Wilson
9. Astilbe hachijoensis Nakai
10. Astilbe japonica (C.Morren & Decne.) A.Gray
11. Astilbe khasiana Hallier f.
12. Astilbe koreana (Kom.) Nakai
13. Astilbe longicarpa (Hayata) Hayata
14. Astilbe longipedicellata (Hatus.) S.Akiyama & Kadota
15. Astilbe longipilosa Gilli
16. Astilbe macrocarpa Knoll
17. Astilbe macroflora Hayata
18. Astilbe microphylla Knoll
19. Astilbe okuyamae H.Hara
20. Astilbe papuana Schltr.
21. Astilbe philippinensis L.Henry
22. Astilbe × photeinophylla Koidz.
23. Astilbe platyphylla H.Boissieu
24. Astilbe rivularis Buch.-Ham. ex D.Don
25. Astilbe rubra Hook.f. & Thomson
26. Astilbe shikokiana Nakai
27. Astilbe simplicifolia Makino
28. Astilbe taquetii (H.Lév.) Koidz.
29. Astilbe thunbergii (Siebold & Zucc.) Miq.
30. Astilbe tsushimensis Kadota
31. Astilbe uljinensis B.U.Oh & H.J.Choi

## Sinonimi
- Hoteia C.Morren & Decne.